# Jakuszowice
Jakuszowice – wieś w Polsce położona w województwie świętokrzyskim, w powiecie kazimierskim, w gminie Kazimierza Wielka.
W latach 1975–1998 miejscowość administracyjnie należała do województwa kieleckiego.
W miejscowości znajduje się Sala Królestwa Świadków Jehowy.

## Odkrycie archeologiczne
W 1911 r. dokonano tu odkrycia grobu młodego mężczyzny z pierwszej połowy V w. Grób odnaleziono podczas wybierania piasku na głębokości 6 m. Mężczyzna pochowany został wraz z koniem oraz darami grobowymi. Wśród nich znajdował się miecz, okucie łuku, złote okucia pochwy i rękojeści miecza oraz części stroju i uprzęży końskiej. Wiele spośród znalezionych w grobie przedmiotów związanych jest z kulturą Hunów.